# UCI Oceania Tour 2016
L'UCI Oceania Tour 2016 és la dotzena edició de l'UCI Oceania Tour, un dels cinc circuits continentals de ciclisme de la Unió Ciclista Internacional. Està format per vuit proves, organitzades entre el 20 de gener i el 20 de febrer de 2016 a Oceania.

## Calendari de les proves

### Gener
| Data  | Cursa                             | Cat. | Vencedor               | Equip                 |
| ----- | --------------------------------- | ---- | ---------------------- | --------------------- |
| 20-24 | New Zealand Cycle Classic         | 2.2  | Ben Alexander O'Connor | Avanti IsoWhey Sports |
| 31    | Cadel Evans Great Ocean Road Race | 1.HC | Peter Kennaugh         | Team Sky              |

### Febrer
| Data | Cursa           | Cat. | Vencedor           | Equip    |
| ---- | --------------- | ---- | ------------------ | -------- |
| 3-7  | Herald Sun Tour | 2.1  | Christopher Froome | Team Sky |
| 20   | REV Classic     | 1.2  | Dion Smith         | ONE      |

### Març
| Data | Cursa                                        | Cat. | Vencedor         | Equip                      |
| ---- | -------------------------------------------- | ---- | ---------------- | -------------------------- |
| 3    | Campionat d'Oceania de contrarellotge sub-23 | CC   | Alexander Morgan | Equip nacional d'Austràlia |
| 3    | Campionat d'Oceania de contrarellotge        | CC   | Sean Lake        | Equip nacional d'Austràlia |
| 5    | Campionat d'Oceania en ruta sub-23           | CC   | Michael Storer   | Equip nacional d'Austràlia |
| 5    | Campionat d'Oceania en ruta                  | CC   | Sean Lake        | Equip nacional d'Austràlia |

## Classificacions
- Font: Classificacions finals

| Pos. | Ciclista                 | Equip                       | Punts |
| ---- | ------------------------ | --------------------------- | ----- |
| 1    | Sean Lake (AUS)          | Avanti IsoWhey Sports       | 340   |
| 2    | Peter Kennaugh (GBR)     | Team Sky                    | 311   |
| 3    | Mark O'Brien (AUS)       | Avanti IsoWhey Sports       | 213   |
| 4    | Brendan Canty (AUS)      | Drapac Professional Cycling | 200   |
| 5    | Dion Smith (NZL)         | ONE Pro Cycling             | 155   |
| 6    | Leigh Howard (AUS)       | IAM Cycling                 | 218   |
| 7    | Michael Storer (AUS)*    | -                           | 148   |
| 8    | Christopher Froome (GBR) | Team Sky                    | 144   |
| 9    | Jack Bobridge (AUS)      | Trek-Segafredo              | 131   |
| 10   | Niccolò Bonifazio (ITA)  | Trek-Segafredo              | 130   |

| Pos. | Equip                       | País         | Punts |
| ---- | --------------------------- | ------------ | ----- |
| 1    | Avanti IsoWhey Sports       | Austràlia    | 895   |
| 2    | Drapac Professional Cycling | Austràlia    | 407   |
| 3    | ONE Pro Cycling             | Regne Unit   | 278   |
| 4    | Kenyan Riders Downunder     | Kenya        | 149   |
| 5    | JLT Condor                  | Regne Unit   | 81    |
| 6    | Data3 Cisco Racing Team     | Austràlia    | 80    |
| 7    | UnitedHealthcare            | Estats Units | 72    |
| 8    | Klein Constantia            | Txèquia      | 40    |
| 9    | Madison Genesis             | Regne Unit   | 25    |
| 10   | State of Matter MAAP Racing | Austràlia    | 17    |

| Pos. | País         | Punts   |
| ---- | ------------ | ------- |
| 1    | Austràlia    | 3006,25 |
| 2    | Nova Zelanda | 1299,5  |

| Pos. | País         | Punts  |
| ---- | ------------ | ------ |
| 1    | Austràlia    | 956,75 |
| 2    | Nova Zelanda | 282,25 |